# Sinopoda licenti
Sinopoda licenti is een spinnensoort in de taxonomische indeling van de jachtkrabspinnen (Sparassidae).
Het dier behoort tot het geslacht Sinopoda. De wetenschappelijke naam van de soort werd voor het eerst geldig gepubliceerd in 1953 door Ehrenfried Schenkel-Haas.